# Liste der Bodendenkmäler in Gallmersgarten
Auf dieser Seite sind die Bodendenkmäler in der mittelfränkischen Gemeinde Gallmersgarten zusammengestellt. Diese Tabelle ist eine Teilliste der Liste der Bodendenkmäler in Bayern. Grundlage ist die Bayerische Denkmalliste, die auf Basis des Bayerischen Denkmalschutzgesetzes vom 1. Oktober 1973 erstmals erstellt wurde und seither durch das Bayerische Landesamt für Denkmalpflege geführt wird. Die folgenden Angaben ersetzen nicht die rechtsverbindliche Auskunft der Denkmalschutzbehörde.

## Bodendenkmäler in Gallmersgarten
| Lage       | Objekt                                                                                     | Akten-Nr.     | Bild |
| ---------- | ------------------------------------------------------------------------------------------ | ------------- | ---- |
| (Standort) | Siedlung der Hallstattzeit.                                                                | D-5-6527-0036 |      |
| (Standort) | Siedlung der Rössener Kultur.                                                              | D-5-6527-0038 |      |
| (Standort) | Siedlung des Neolithikums.                                                                 | D-5-6527-0039 |      |
| (Standort) | Siedlung vor- und frühgeschichtlicher Zeitstellung.                                        | D-5-6527-0043 |      |
| (Standort) | Mittelalterlicher Burgstall.                                                               | D-5-6527-0044 |      |
| (Standort) | Siedlung der Linearbandkeramik.                                                            | D-5-6527-0047 |      |
| (Standort) | Siedlung der Linearbandkeramik.                                                            | D-5-6527-0048 |      |
| (Standort) | Siedlung des Neolithikums.                                                                 | D-5-6527-0049 |      |
| (Standort) | Siedlung der Linearbandkeramik.                                                            | D-5-6527-0050 |      |
| (Standort) | Siedlung des Jungneolithikums.                                                             | D-5-6527-0053 |      |
| (Standort) | Siedlung der Linearbandkeramik.                                                            | D-5-6527-0058 |      |
| (Standort) | Freilandstation des Mesolithikums und Siedlung des Neolithikums.                           | D-5-6527-0060 |      |
| (Standort) | Siedlung der Linearbandkeramik.                                                            | D-5-6527-0067 |      |
| (Standort) | Siedlung des Neolithikums und der Metallzeiten.                                            | D-5-6527-0069 |      |
| (Standort) | Siedlung vorgeschichtlicher Zeitstellung.                                                  | D-5-6527-0072 |      |
| (Standort) | Siedlung der Linearbandkeramik.                                                            | D-5-6527-0078 |      |
| (Standort) | Siedlung des Neolithikums.                                                                 | D-5-6527-0164 |      |
| (Standort) | Freilandstation des Mesolithikums, Siedlung des Neolithikums, der Bronze-, Urnenfelderzeit | D-5-6527-0190 |      |
| (Standort) | Mittelalterliche und frühneuzeitliche Befunde im Bereich der Evang.-Luth. Pfarrkirche      | D-5-6527-0309 |      |
| (Standort) | Mittelalterliche und frühneuzeitliche Befunde im Bereich der Evang.-Luth. Pfarrkirche      | D-5-6527-0310 |      |
| (Standort) | Siedlung der Steinzeit, der Bronzezeit und Latènezeit.                                     | D-5-6527-0331 |      |